# Królowie Tonga

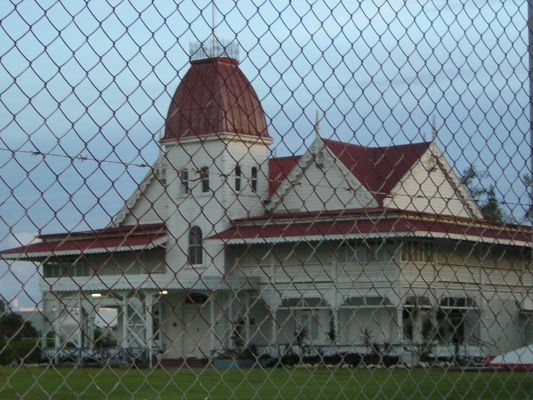
Pałac królewski w Nukuʻalofie

Dynastia Tupou panuje na Tonga od ustanowienia Konstytucji 4 listopada – 1875.
Władcy królestwa Tonga:
| # | Imię                |          | Lata życia               | Lata życia                | Czas rządów      | Czas rządów      | Rodzice                                               |
| # | Imię                | Urodzony | Zmarł                    | Od                        | Do               |                  | Rodzice                                               |
| - | ------------------- | -------- | ------------------------ | ------------------------- | ---------------- | ---------------- | ----------------------------------------------------- |
| 1 | Jerzy Tupou I       |          | 1797 Kolua               | 18 lutego 1893 Nukuʻalofa | 4 grudnia 1845   | 18 lutego 1893   | Tupoutoʻa Hoamofaleono                                |
| 2 | Jerzy Tupou II      |          | 18 czerwca 1874 Neiafu   | 5 kwietnia 1918           | 18 lutego 1893   | 5 kwietnia 1918  | Fatafehi Toutaitokotaha Elisiva Fusipala Taukionetuku |
| 3 | Salote Tupou III    |          | 13 marca 1900 Nukuʻalofa | 16 grudnia 1965 Auckland  | 5 kwietnia 1918  | 16 grudnia 1965  | Jerzy Tupou II Lavinia Veiongo                        |
| 4 | Taufaʻahau Tupou IV |          | 4 lipca 1918 Nukuʻalofa  | 10 września 2006 Auckland | 16 grudnia 1965  | 10 września 2006 | Viliami Tungī Mailefihi Salote Tupou III              |
| 5 | Jerzy Tupou V       |          | 4 maja 1948 Tongatapu    | 18 marca 2012 Hongkong    | 11 września 2006 | 18 marca 2012    | Taufaʻahau Tupou IV Halaevalu Mataʻaho ʻAhomeʻe       |
| 6 | Tupou VI            |          | 21 lipca 1959 Nukuʻalofa |                           | 18 marca 2012    |                  | Taufaʻahau Tupou IV Halaevalu Mataʻaho ʻAhomeʻe       |